# Matthew McNulty
Michael Anthony McNulty (* 14. Dezember 1982 in Hannover), genannt Matthew McNulty, ist ein englischer Schauspieler.

## Leben
McNulty wurde in Hannover geboren und wuchs in Manchester auf. Er änderte seinen Künstlernamen auf Matthew McNulty. Mit seiner Frau Katie hat er eine Tochter und zwei Söhne. Seit 2001 war er in mehr als 40 Film- und Fernsehproduktionen zu sehen.

## Filmografie (Auswahl)
Film
- 2002: Jeder braucht einen Engel (An Angel for May, Fernsehfilm)
- 2002: Birthday Girl (Fernsehfilm)
- 2005: Love + Hate
- 2007: The Mark of Cain
- 2007: Control
- 2009: Little Ashes
- 2009: Looking for Eric
- 2009: Messengers 2: The Scarecrow
- 2010: Toast (Fernsehfilm)
- 2012: Spike Island
- 2012: The British Bride – Binde sich wer kann! (The Knot)
- 2013: Eine Frau an der Front (Our Girl, Fernsehfilm)

Fernsehserien
- 2001: Emmerdale (eine Folge)
- 2003: Sweet Medicine (eine Folge)
- 2004: Outlaws (eine Folge)
- 2006: Shameless (eine Folge)
- 2006: See No Evil: The Moors Murders (Miniserie, 2 Folgen)
- 2006: Doctors (eine Folge)
- 2007: Holby City (2 Folgen)
- 2007: True Dare Kiss (2 Folgen)
- 2007: The Royal (3 Folgen)
- 2008: Honest (6 Folgen)
- 2009–2010: Lark Rise to Candleford (5 Folgen)
- 2009: Cranford (2 Folgen)
- 2009: Unforgiven (Miniserie, 3 Folgen)
- 2010: Single-Handed (6 Folgen)
- 2010: Garrow’s Law (eine Folge)
- 2010: Law & Order: UK (1 Folge)
- 2010: Five Days (Miniserie, 5 Folgen)
- 2010–2012: Misfits (11 Folgen)
- 2011: Silent Witness (2 Folgen)
- 2012: The Syndicate (5 Folgen)
- 2012: Silk – Roben aus Seide (Silk, eine Folge)
- 2012: The Paradise
- 2012: Room at the Top (Miniserie, 2 Folgen)
- 2013–2014: The Mill (10 Folgen)
- 2013: Vorhang (Agatha Christie’s Poirot; Folge Curtain: Poirot’s Last Case)
- 2014: The Grate War: The People’s Story (Dokumentarserie, 2 Folgen)
- 2014: Riff-Piraten (Jamaica Inn, Miniserie, 3 Episoden)
- 2015: Black Work (Miniserie, 3 Folgen)
- 2016: Die Musketiere (The Musketeers, 10 Folgen)
- 2018: The Terror (The Terror, 9 Folgen)
- 2019: The Bay
- 2021: Domina
- 2022: The Rising
- 2023: Greatest Days